# 石毛秀樹
石毛秀樹（1994年9月21日—），日本足球运动员，司职中场，现效力于日本职业足球联赛球队大阪飛腳。

## 俱乐部生涯
石毛秀樹小学时代在富士第一SSS开始接受专业足球训练，中学时代转到和清水心跳相关联的学校。15岁起进入日本各级国家青年足球队，并成为中场主力。2011年，他凭借在2011年U17世界杯足球赛的精彩表现，获得年度亚洲最佳男子青年球员的称号。
2012年3月，石毛秀樹和清水心跳签下C合同（最低级别合同，年薪在480万日元以内）。 4月4日，他在日本联赛杯清水心跳对阵新潟天鹅的比赛中出场，以17岁198天打破了市川大祐保持的代表清水最年轻的出场纪录。4月22日，他在2012赛季J联赛第七轮清水心跳客场挑战大阪飞脚的比赛中上演个人在职业联赛的首秀。6月6日，他在联赛杯中射进职业生涯的首个进球，帮助清水心跳客场4比0击败札幌冈萨多。
2016年12月30日，石毛秀樹以外借方式加盟岡山綠雉。

## 国家队生涯
石毛秀樹曾经入选日本各级别青年足球队，他在2011年U17世界杯足球赛中出场4次，射进3球，帮助日本队最终进入八强。